# Сырбу, Раду Алексеевич
Ра́ду Алексеевич Сы́рбу (рум. Radu Sîrbu; род. 14 декабря 1978, Пересечино, Оргеевский район, Молдавская ССР, СССР) — молдавский музыкант, бывший солист группы O-Zone.

## Биография
Раду Сырбу родился в селе Пересечино в семье Алексея Ивановича и Евгении Георгиевны Сырбу. Учился в средней школе в городе Оргеев, затем семья переехала в город Бельцы, где Раду окончил 9-й класс. В этом же году возвращается в родное село и в 1996 году заканчивает среднюю школу.
В 10-м и 11-м классе работал диджеем на дискотеке своих родителей. Позже при их поддержке открыл творческую студию для детей и подростков Artshow. Студия ставила различные музыкальные спектакли, Сырбу был режиссёром, звукооператором и солистом.
После окончания школы поступил на факультет «Вокальное искусство и музыкальная педагогика» Кишинёвской музыкальной консерватории, специализировался на академическом пении. Параллельно пел в рок-группе из Оргеева и работал учителем вокала в Доме детского творчества.
В 2001 году принял участие в отборочном конкурсе группы O-Zone. На конкурсе встретился с Даном Баланом и стал вторым солистом группы.
В 2005 году группа O-Zone распалась из-за финансовых разногласий между участниками. В отличие от двух других вокалистов, продолживших сольную карьеру в нероманоязычных странах, Раду Сырбу остался в Румынии. Помимо записи собственных альбомов, приступил к продюсированию и написанию песен для других популярных исполнителей. Им был создан лейбл Rassada music.
В 2013 году выступил одним из композиторов песни Confession певицы Натальи Барбу, которая участвовала в румынском национальном отборе на конкурс «Евровидение».
В 2016 году под сценическим именем Red Lyard записал рок-сингл (пьесу) «When Love Is Gone». Её соавторами выступили Джордж и Ана Сырбу (жена Раду, известная также как певица Siana), режиссёром клипа — Иван Каменский. Содержание песни: обретение эмоционального спокойствия парнем, который потерял свою любовь.
В 2020 году вместе с Аной Сырбу выпустил песню Răspuns («Ответ»), одновременно выступив продюсером и исполнителем. Создание романтической композиции связано с пандемией COVID-19; по словам певца, она призывает понять, что «любовь не имеет срока давности, и всё будет хорошо».

## Личная жизнь
Раду Сырбу женат, имеет троих детей (по возрасту): Анастасия-Далия, Ева-Мария и Давид.

## Альбомы

### 2006. Alone
1. «Whappa» — 3:26
2. «Perfect Body» — 3:16
3. «Tu nu» — 3:30
4. «Ya Proshu» — 4:23
5. «Zâmbeşti cu mine (feat. Anastasia-Dalia)» — 3:29
6. «Fly» — 3:58
7. «Sună Seara» — 3:22
8. «Leave me Alone» — (4.30)
9. «Whap-pa (English version)» — 3:29
10. «Whap-pa (RMX Radu)» — 3:35
11. «Doi Străini» 3:51

### 2008. Heartbeat
1. «Heartbeat»
2. «Love is not a reason to cry»
3. «Stop hating me»
4. «Doare»
5. «Don’t be afraid»
6. «Nu uita»
7. «She is the best song I ever wrote»
8. «Iubirea ca un drog»
9. «Daun-Daha (save my life)»
10. «It’s too late»
11. «Monalisa»
12. «Love is not a reason to cry-club remix»
13. «Love is not a reason to cry-radio remix»

## Синглы
- «Mix Dojdi» (1995)
- «Dulce» (совместно с Mahay) (2005)
- «Whap-Pa» (2006)
- «Doi Străini» (2006)
- «July» (совместно с Arsenium) (2007)
- «Iubirea ca un drog» (2007)
- «Daun Daha» (2007)
- «Love Is Not A Reason To Cry» (March 2008) (MR & MS)
- «In One» (2008) (MR & MS)
- «Single Lady» (2009) (Dj Layla)
- «City Of Sleeping Hearts» (2010) (DJ Layla)
- «Emotion» (2011) (Sianna)
- «Gimme Your Love» (при участии Dee-Dee и Ray Horton) (2012)
- «When Love Is Gone» (как Red Lyard)
- «Lay Down» (совместно с Arsenium) (2020)
- «Iubesc Dragostea Ta» (2020)
- «Raspuns» (2020)
- «Way 2 Love» (2021)
- «Illusion Of Love» (совместно с Sianna) (2021)
- «Time» (совместно с DJ Layla) (2022)
- «In ochii tai» (2022)
- «Dacă tu rămâi» (совместно с Sianna) (2022)
- «Lângă Ai Tăi» (совместно с Sianna & Sirbu Family) (2022)
- «Eu Nu Te Regret» (совместно с Sianna) (2023)
- «Floare La Ureche» (совместно с Sianna) (2023)
- «Yellow Roses» (2023)